# Benik Afobe
Benik Tunani Afobe (* 12. února 1993, Londýn, Spojené království) je anglický fotbalista konžského původu, který v současnosti hraje za anglický klub Wolverhampton Wanderers FC.